# 946
El 946 (CMXLVI) fou un any comú començat en dijous del calendari julià.

## Esdeveniments
- Agapit II relleva Marí II com a Papa.
- L'emperador Murakami puja al tron del Japó.
- Consagració de la catedral de Clarmont-Ferrand.

## Necrològiques
- Edmond I d'Anglaterra